# Andrija Fuderer
Andrija Fuderer (13 mai 1931 à Subotica en Yougoslavie - 2 octobre 2011 à Palamós en Catalogne) est un joueur d'échecs belge d'origine croate. Maître international en 1952, il fut champion de Yougoslavie en 1953.

## Biographie et carrière
Fuderer remporte le championnat de Yougosgalvie junior en 1947. Il est champion croate en 1951. Il participe au championnat yougoslave à plusieurs reprises et finit 2e-3e, 2e en 1952 et 1er ex æquo en 1953.
Il est également 4e à Bled en 1950, 2e à Dortmund en 1951, 5e à Beverwijk 1952, 1er à Sarrebruck 1953, 2e à Opatija 1953, 4e au tournoi zonal de Munich 1954, 3e-5e au tournoi de Hastings 1954-1955, 14-15e au tournoi interzonal de Göteborg 1955. Après ce dernier échec, il abandonne les échecs pour une carrière dans l'industrie chimique. Il décroche un doctorat de l'université de Zagreb et devient inventeur
Fuderer a représenté la Yougoslavie à trois reprises aux Olympiades d'échecs : 
- en 1952 à Helsinki (+2 –0 =3), il remporte la médaille de bronze par équipe,
- en 1954 à Amsterdam (+6 –1 =5), médaille de bronze et médaille d'argent à l'échiquier,
- en 1958 à Munich (+8 –2 =1), médaille d'argent par équipe et de bronze individuelle[4].

Fuderer a également participé au premier championnat d'Europe d'échecs des nations en 1957 et remporte la médaille de bronze.
Il obtint le titre de maître international de la Fédération internationale des échecs en 1952 et celui de grand maître honoraire en 1990.
Il résidait à Anvers en Belgique.